# Saint-Pierre-d'Amilly
Saint-Pierre-d'Amilly és un municipi francès situat al departament del Charente Marítim i a la regió de la Nova Aquitània. L'any 2007 tenia 434 habitants.

## Demografia

### Població
El 2007 la població de fet de Saint-Pierre-d'Amilly era de 434 persones. Hi havia 178 famílies de les quals 40 eren unipersonals (20 homes vivint sols i 20 dones vivint soles), 71 parelles sense fills, 55 parelles amb fills i 12 famílies monoparentals amb fills.
La població ha evolucionat segons el següent gràfic:
Habitants censats

### Habitatges
El 2007 hi havia 217 habitatges, 183 eren l'habitatge principal de la família, 26 eren segones residències i 8 estaven desocupats. 210 eren cases i 5 eren apartaments. Dels 183 habitatges principals, 156 estaven ocupats pels seus propietaris, 20 estaven llogats i ocupats pels llogaters i 8 estaven cedits a títol gratuït; 1 tenia una cambra, 8 en tenien dues, 27 en tenien tres, 51 en tenien quatre i 97 en tenien cinc o més. 154 habitatges disposaven pel capbaix d'una plaça de pàrquing. A 67 habitatges hi havia un automòbil i a 107 n'hi havia dos o més.

### Piràmide de població
La piràmide de població per edats i sexe el 2009 era:
| Homes | Edats   | Dones |
| ----- | ------- | ----- |
| 0     | 95 o +  | 4     |
| 0     | 90 a 94 | 0     |
| 0     | 85 a 89 | 0     |
| 4     | 80 a 84 | 4     |
| 4     | 75 a 79 | 8     |
| 4     | 70 a 74 | 8     |
| 16    | 65 a 69 | 4     |
| 4     | 60 a 64 | 4     |
| 4     | 55 a 59 | 8     |
| 12    | 50 a 54 | 16    |
| 24    | 45 a 49 | 20    |
| 12    | 40 a 44 | 12    |
| 24    | 35 a 39 | 12    |
| 16    | 30 a 34 | 8     |
| 12    | 25 a 29 | 20    |
| 16    | 20 a 24 | 20    |
| 28    | 15 a 19 | 12    |
| 20    | 10 a 14 | 16    |
| 8     | 5 a 9   | 4     |
| 8     | 0 a 4   | 16    |

## Economia
El 2007 la població en edat de treballar era de 304 persones, 247 eren actives i 57 eren inactives. De les 247 persones actives 229 estaven ocupades (131 homes i 98 dones) i 19 estaven aturades (5 homes i 14 dones). De les 57 persones inactives 30 estaven jubilades, 12 estaven estudiant i 15 estaven classificades com a «altres inactius».

### Ingressos
El 2009 a Saint-Pierre-d'Amilly hi havia 188 unitats fiscals que integraven 459 persones, la mediana anual d'ingressos fiscals per persona era de 16.719 €.

### Activitats econòmiques
Dels 13 establiments que hi havia el 2007, 1 era d'una empresa extractiva, 1 d'una empresa alimentària, 4 d'empreses de construcció, 1 d'una empresa d'hostatgeria i restauració, 1 d'una empresa immobiliària, 3 d'empreses de serveis i 2 d'empreses classificades com a «altres activitats de serveis».
Dels 6 establiments de servei als particulars que hi havia el 2009, 1 era un paleta, 1 guixaire pintor, 2 electricistes, 1 perruqueria i 1 restaurant.
L'any 2000 a Saint-Pierre-d'Amilly hi havia 25 explotacions agrícoles que ocupaven un total de 1.316 hectàrees.

## Equipaments sanitaris i escolars
El 2009 hi havia una escola elemental integrada dins d'un grup escolar amb les comunes properes formant una escola dispersa.

## Poblacions més properes
El següent diagrama mostra les poblacions més properes.